# NK Ankerkader 45/2 Ereklasse 1932-1933
Het Nederlands kampioenschap in de biljartdiscipline Ankerkader 45/2 in het seizoen 1932-1933 werd gespeeld van 2 tot en met 5 februari 1933 in Amsterdam. Jan Dommering behaalde de titel.

## Eindstand
| RANG   | SPELER          | GESP   | PP     | CAR | BRT | MOY   | PMOY  | HS  |
| ------ | --------------- | ------ | ------ | --- | --- | ----- | ----- | --- |
|        | Jan Dommering   | 8      | 14     | -   | -   | 18,36 | 30,76 | 150 |
|        | Jan Sweering    | 8      | 12     | -   | -   | 18,57 | 26,66 | 120 |
|        | Piet de Leeuw   | 8      | 10     | -   | -   | 15,25 | 26,66 | 94  |
| 4      | Nelis van Vliet | 8      | 2      | -   | -   | 14,83 | 30,76 | 151 |
| 5      | Piet van de Pol | 8      | 2      | -   | -   | 9,89  | 12,90 | 81  |
| TOTAAL | TOTAAL          | TOTAAL | TOTAAL | -   | -   | 15,34 | 30,76 | 151 |

Arnhem 1912-1913 · 
Leeuwarden 1913-1914 ·
Amsterdam 1914-1915 ·
Den Haag 1915-1916 ·
Groningen 1916-1917 ·
Amsterdam 1917-1918 ·
Arnhem 1918-1919 ·
Leeuwarden 1919-1920 ·
Den Haag 1920-1921 ·
Groningen 1921-1922 ·
Amsterdam 1922-1923 · 
Amsterdam 1923-1924 ·
Rotterdam 1924-1925 ·
Amsterdam 1925-1926 ·
Haarlem 1926-1927 ·
Utrecht 1927-1928 ·
Rotterdam 1928-1929 ·
Den Haag 1929-1930 ·
Leeuwarden 1930-1931 ·
Utrecht 1931-1932 ·
Amsterdam 1932-1933 ·
Amsterdam 1933-1934 ·
Amsterdam 1934-1935 · 
Utrecht 1935-1936 ·
Arnhem 1936-1937 ·
Den Haag 1937-1938 ·
Amsterdam 1938-1939 ·
Rotterdam 1939-1940 ·
Amsterdam 1940-1941 ·
Amsterdam 1941-1942 ·
Amsterdam 1942-1943 ·
Amsterdam 1944-1945 ·
Den Haag 1945-1946 ·
Apeldoorn 1946-1947 ·
Groningen 1947-1948